# Magdalena Filiks
Magdalena Filiks z domu Kominowska (ur. 8 grudnia 1978 w Barlinku) – polska działaczka społeczna i polityczna, przedsiębiorca, p.o. przewodniczącego Komitetu Obrony Demokracji (2018–2019), posłanka na Sejm IX i X kadencji (od 2019).

## Życiorys
Ukończyła zarządzanie i marketing na Uniwersytecie Szczecińskim (licencjat w 2001, magisterium w 2003). Na tej samej uczelni przez kilka lat studiowała też filozofię. W 2019 ukończyła 27. edycję Szkoły Liderów Politycznych. Prowadziła sklep z odzieżą używaną oraz agencję nieruchomości, była też zatrudniona w firmie farmaceutycznej. Później nie pracowała zawodowo, zajmowała się wychowywaniem dzieci. Działała społecznie w organizacji Caritas, w której zajmowała się zbieraniem i wydawaniem odzieży.
W 2015 należała do założycieli Komitetu Obrony Demokracji. Pełniła funkcję koordynatorki regionalnej, a następnie przewodniczącej regionu KOD w Szczecinie. Stała się jedną z najbardziej rozpoznawalnych osób działających w tej organizacji. Była wiceprzewodniczącą Zarządu Głównego Komitetu Obrony Demokracji, a 17 grudnia 2018, w związku z czasowym zawieszeniem przewodnictwa w KOD przez Krzysztofa Łozińskiego (z którego ostatecznie zrezygnował on 26 czerwca 2019), została pełniącą obowiązki przewodniczącego zarządu głównego organizacji. Stanowisko to zajmowała do czasu objęcia mandatu poselskiego w listopadzie 2019.
W wyborach parlamentarnych w 2019 kandydowała do Sejmu z listy Koalicji Obywatelskiej w okręgu wyborczym nr 41 w Szczecinie. Otrzymała 14 224 głosy i uzyskała mandat posłanki na Sejm IX kadencji. W 2022 wstąpiła do Platformy Obywatelskiej. W wyborach w 2023 z powodzeniem ubiegała się o poselską reelekcję (zdobywając 40 772 głosy). W grudniu 2023 powołana w skład sejmowej komisji śledczej ds. wyborów korespondencyjnych, objęła później funkcję jej przewodniczącej.

## Życie prywatne
Córka Mieczysława i Ireny. Matka trojga dzieci: Aleksandry, Mai oraz Mikołaja. Jej syn zmarł śmiercią samobójczą w lutym 2023, kilkanaście dni przed swoimi szesnastymi urodzinami; doszło do tego kilka tygodni po publikacji medialnej, w której zdaniem licznych komentatorów podano informacje pozwalające na identyfikację Mikołaja Filiksa jako ofiary molestowania seksualnego.

## Wyniki wyborcze
| Wybory | Komitet wyborczy | Komitet wyborczy     | Organ            | Okręg | Wynik          |
| ------ | ---------------- | -------------------- | ---------------- | ----- | -------------- |
| 2019   |                  | Koalicja Obywatelska | Sejm IX kadencji | nr 41 | 14 224 (3,02%) |
| 2023   | Sejm X kadencji  | Koalicja Obywatelska | 40 772 (7,36%)   | nr 41 |                |